# Claire Chazal
Pour les articles homonymes, voir Chazal.
Claire Chazal, née le 1er décembre 1956 à Thiers dans le Puy-de-Dôme, est une journaliste française. De 1991 à 2015, elle a présenté les journaux télévisés du vendredi soir et du week-end sur TF1. Du 18 janvier 2016 jusqu'en septembre 2019, elle présente l'émission Entrée libre sur France 5 (remplacée par Passage des arts).

## Biographie

### Jeunesse
Née le 1er décembre 1956, elle est la fille de Jean Chazal, un ajusteur devenu instituteur, puis énarque, magistrat de la Cour des comptes et d'une institutrice, Josette Rongère, devenue professeur de lettres, certifiée, Claire Chazal ne vit pas dans sa ville natale de Thiers en Auvergne, mais y passe ses vacances scolaires. Elle pratique la danse classique durant quinze ans.
Son frère aîné Philippe Chazal est un homme de télévision qui a notamment été à la direction de la chaîne Arte.
La famille Chazal vit rue Mirabeau (16e arrondissement de Paris). Claire est élève au lycée Jean-de-La-Fontaine, situé dans le quartier,. À 17 ans, elle obtient un baccalauréat scientifique mention bien, puis sort diplômée de HEC en 1978, avant de décrocher un DEA d'économie à l'université Paris II Panthéon-Assas.
Elle se présente à deux reprises à l'ENA où elle échoue,.

### Carrière de journaliste

#### Dans la presse
En 1980, Claire Chazal entame une carrière de journaliste en tant que reporter pigiste pour Europe 1 et pour les revues L'Usine nouvelle et l'Expansion, puis, en 1981, pour le journal Le Quotidien de Paris de Philippe Tesson qui lui apprend le métier. Elle contribue ensuite en 1985 à la rubrique Économie dans le journal financier Les Échos fondé naguère par Émile (1888-1967) et Robert Servan-Schreiber (1880-1966).

#### À la radio
Elle anime de septembre 2006 à juin 2018 sur Radio Classique, l'émission L'Interview de Claire Chazal, dans laquelle elle reçoit chaque vendredi une personnalité qui fait l'actualité culturelle et artistique.

#### Sur Antenne 2

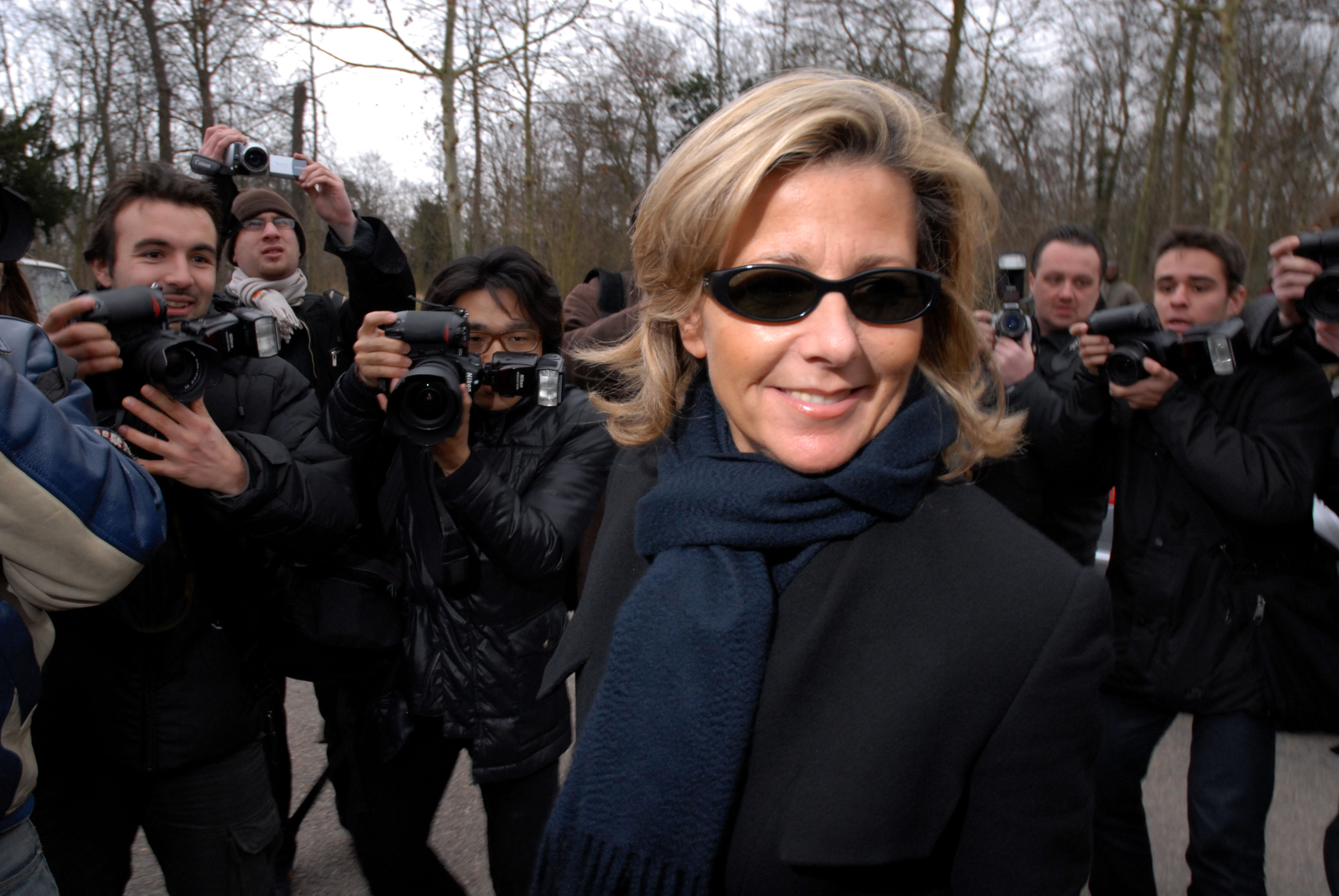
Claire Chazal en 2008.

Claire Chazal est nommée en 1988 grand reporter spécialisée en économie à Antenne 2 après avoir exercé sept ans dans la presse écrite. Elle apparaît quelquefois dans les éditions du journal d'Antenne 2, notamment pour donner les évolutions du cours de la Bourse depuis le palais Brongniart.
Le 25 décembre 1989, elle présente le journal de 7 h 30 dans le magazine Télématin sur Antenne 2,. Elle est annoncée par l'animateur Lionel Cassan. De septembre 1990 au printemps 1991, sur la même chaîne, elle présente quotidiennement le journal de la nuit, à un horaire variant chaque jour.
Au printemps 1991, le président de TF1 Patrick Le Lay et son vice-président Étienne Mougeotte souhaitent changer l'image de la chaîne et apporter plus de présence féminine à l'antenne. Ils recrutent ainsi Claire Chazal pour présenter les éditions de 13 h et de 20 h du week-end du journal de la chaîne à la place de Ladislas de Hoyos qui a passé un an à la présentation des journaux.

#### Sur TF1

##### Journal et rédaction
À partir du 16 août 1991, elle présente donc les journaux de TF1, tous les week-ends : à 20 h le vendredi, le samedi et le dimanche et à 13 h le samedi et le dimanche.
Le 25 novembre 1991, alors qu'elle exerce sur TF1, elle est récompensée par le 7 d'or du meilleur présentateur du journal télévisé (pour le JT d'Antenne 2).
Claire Chazal est nommée rédactrice en chef de l'information de TF1 en 1997. En 2006, elle est nommée directrice adjointe de la rédaction de l'information de TF1 chargée des reportages.
De nombreux journalistes ont assuré l'intérim des journaux du week-end lors de son congé d'été : Jean-Claude Narcy, Béatrice Schönberg, Anne de Coudenhove, Catherine Nayl, Thomas Hugues, Laurence Ferrari, Anne-Sophie Lapix, Julien Arnaud, Anne-Claire Coudray (remplacée par Audrey Crespo-Mara lors de son congé maternité).
Le 7 septembre 2015, TF1 annonce officiellement la fin de la présentation des JT du week-end par Claire Chazal. Elle est remplacée par Anne-Claire Coudray à partir du 18 septembre 2015. Le 13 septembre, lors son dernier journal de 20 heures, un résumé sur sa carrière de présentatrice TF1 est diffusé. Elle remercie les téléspectateurs à la fin du journal : « Il me reste à vous remercier de m’avoir été fidèle pendant 24 ans. J’ai été très heureuse et fière de les présenter. Nous avions tissé ensemble, je crois, un lien très fort et extrêmement précieux pour moi » et annonce qu'elle ressent une immense tristesse. Son dernier journal sera suivi par plus de 10 millions de téléspectateurs, une très forte audience.
Elle perçoit près de 120 000 euros brut par mois en 2015 pour présenter le journal de TF1.

##### Présentation d'émissions
D'octobre 2010 à septembre 2015, elle présente Reportages, le magazine d'informations de la rédaction de TF1, chaque samedi, après le 13 heures, ainsi que le dimanche à partir de mai 2014. Elle présente également Grands Reportages de janvier à septembre 2015 diffusé juste après le 13 heures les samedi et dimanche. Elle est également la directrice de la rédaction de ces deux émissions. Elle quitte la présentation de ces magazines en même temps que celle des JT de la chaîne.
Claire Chazal anime également les soirées électorales de TF1 (élections présidentielles, législatives, régionales, municipales, européennes, référendums, cantonales). Elle a eu à ses côtés, tour à tour, Patrick Poivre d'Arvor, Laurence Ferrari, Gilles Bouleau entourés de consultants comme Gérard Carreyrou, François Bachy, Brice Teinturier, etc., et des personnalités politiques.
Elle a également interviewé les présidents de la République : elle interviewe le président Nicolas Sarkozy avec Patrick Poivre d'Arvor le 20 juin 2007, en novembre 2010 aux côtés de Michel Denisot et David Pujadas, en janvier 2012 en duo avec Laurent Delahousse. Le 14 juillet 2013, avec Laurent Delahousse, elle interviewe le président François Hollande, le 14 juillet 2015 au côté de David Pujadas.

#### Sur Pink TV
De 2004 à 2007, Claire Chazal présente le Je/nous de Claire, un débat télévisé sur la chaîne de télévision Pink TV qu'elle a contribué à lancer en 2004 avec son ami Pascal Houzelot. Sur cette même chaîne elle anime Face à Pink durant la même période.

#### Sur France Télévisions
4 mois après avoir quitté TF1, Claire Chazal effectue son retour sur France Télévisions. À partir du 18 janvier 2016, elle présente le magazine culturel Entrée libre du lundi au vendredi à 20 h 15 sur France 5, en lieu et place de Laurent Goumarre. Elle présente, en compagnie de Frédéric Lodéon, les 23e Victoires de la musique classique le 24 février 2016.
Le 3 septembre 2016, elle présente exceptionnellement l’émission météo de France Info, à l'occasion du premier mois de la chaîne de télévision publique d’information en continu,. Sur la même chaîne, elle mène une interview dans le magazine Soyons Claire depuis 2017.
Le 4 novembre 2017, elle remplace exceptionnellement Christine Angot comme chroniqueuse au côté de Yann Moix dans On n'est pas couché sur France 2.
Depuis septembre 2019, sur France 5, elle présente Passage des arts, émission quotidienne consacrée au spectacle vivant dans la continuité d'Entrée libre. De 2021 jusqu'en 2023, Passage des arts change de chaîne et passe sur France 2 tous les dimanche soirs.

### Synthèse
- 1989 : journal de Télématin sur Antenne 2
- 1990-1991 : journal de la nuit sur Antenne 2
- 1991-2015 : journaux du week-end (13 heures: samedi, dimanche et 20 heures: vendredi, samedi, dimanche) de TF1
- 2004-2007 : Je/Nous de Claire sur Pink TV
- 2004-2007 : Face à Pink sur Pink TV
- 2010-2015 : Reportages sur TF1
- 2015 : Grands Reportages sur TF1
- 2016 : Les Victoires de la musique classique sur France 3
- 2016-2019 : Entrée libre sur France 5
- 2017-2021 : Soyons Claire sur France Info
- 2017 : On n'est pas couché sur France 2 : chroniqueuse
- 2019-2023 : Passage des arts sur France 5 puis France 2
- Depuis 2021 : Le Grand Échiquier sur France 3
- 2022 : Veillée pour l'Ukraine, sur Culturebox avec Arnaud Laporte
- 2023 : Voyage en langue française sur France 2 avec Michel Field
- Depuis 2024 : Au bonheur des livres sur Public Sénat
- Depuis 2024 : Le Ciné-Club sur Public Sénat

## Vie privée
Le 29 avril 1995, Claire Chazal donne naissance à François, né d'une liaison avec Patrick Poivre d'Arvor. Ce dernier reconnaît être le père de l'enfant en 2005, dans son livre Confessions.
En mars 2000, elle se marie sous les feux de la presse people, du Tout-Paris politique et du show business, avec le directeur général adjoint de la chaîne TF1, Xavier Couture, à la mairie du 7e arrondissement de Paris. Le couple se sépare en avril 2003 puis divorce la même année.
De 2003 à 2007, elle vit avec l'acteur Philippe Torreton.
De 2007 à 2015, elle vit avec le mannequin et animateur Arnaud Lemaire. Elle annonce leur séparation en juin de ladite année,.
Le 6 août 2021, le magazine Voici annonce qu'elle est en couple avec l'acteur Roschdy Zem, ce qu'elle dément dans un reportage Paris Match le 9 décembre.

## Engagement

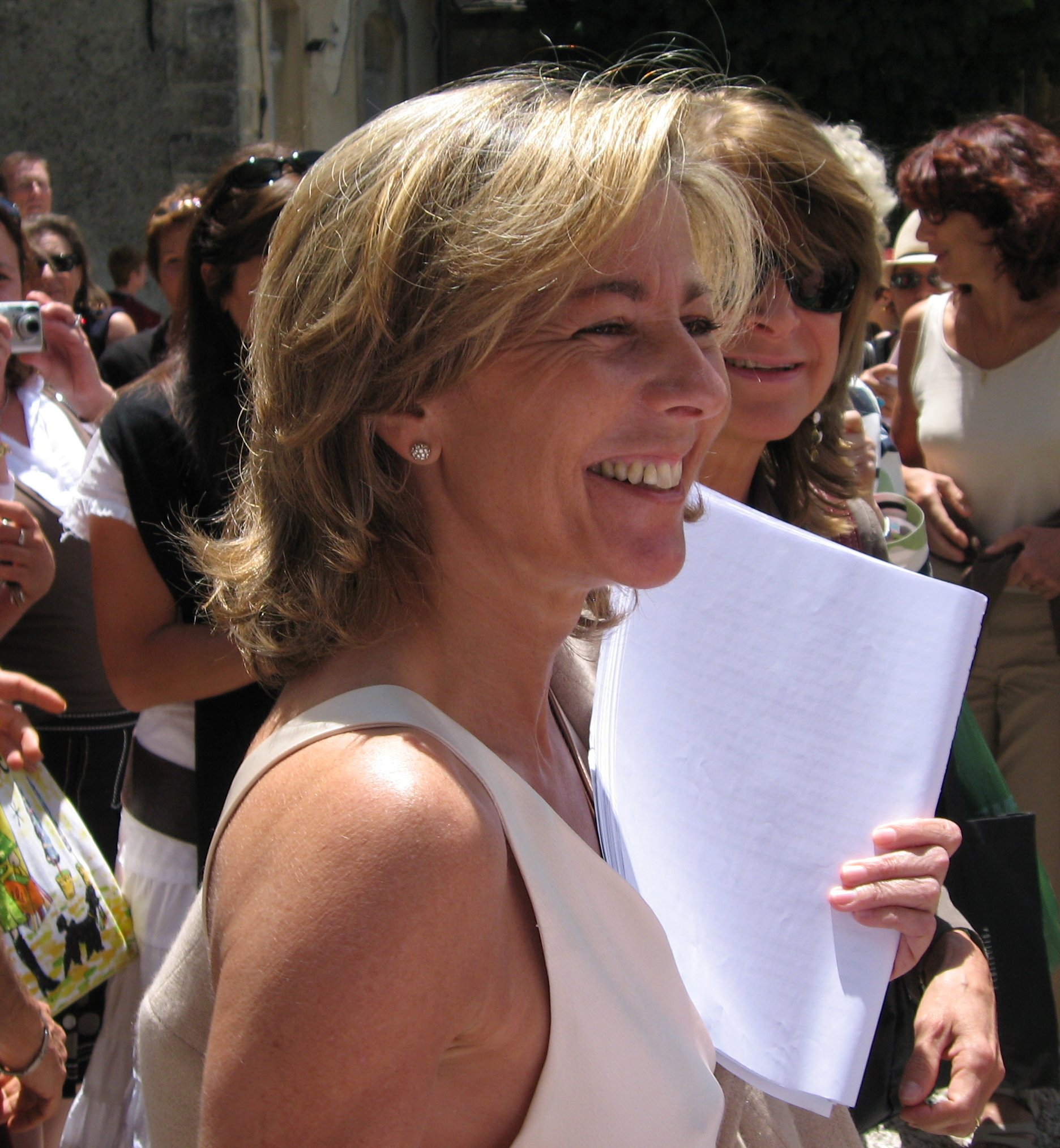
Claire Chazal au festival de la Correspondance de Grignan en 2007.

En mars 2007, elle lance, avec cinq autres journalistes (Tina Kieffer, Marie Drucker, Laurence Ferrari, Béatrice Schönberg et Mélissa Theuriau), l'opération « La Rose » avec l'Unicef pour aider les jeunes filles à accéder à l'éducation : association « Toutes à l'école !»
Claire Chazal est tête de liste de la CFTC Paris lors des élections prud'homales du 3 décembre 2008.

## Théâtre
Du 13 mars au 19 juin 2007, elle se produit une fois par semaine, le mardi à 19 heures, sur la scène du Petit Théâtre de Paris pour lire Laissez-moi de Marcelle Sauvageot. Elle lit le texte Le Journal d'Helen au Petit Montparnasse du 12 février au 22 avril 2008 à 19 heures.
En 2018, elle joue et est narratrice pour le spectacle Peau d'âne.
En 2024, après avoir été à nouveau nommée au conseil d'administration du Théâtre national de Chaillot, elle est une nouvelle fois nommée à celui du Théâtre national de l'Odéon.

## Filmographie

### Cinéma
Claire Chazal apparaît dans des films, dans son propre rôle de journaliste la plupart du temps.
- 1998 : Paparazzi d'Alain Berberian : elle-même
- 2001 : Absolument fabuleux de Gabriel Aghion : une spectatrice du défilé
- 2004 : Le Grand Rôle de Steve Suissa : elle-même
- 2007 : Pars vite et reviens tard de Régis Wargnier : elle-même
- 2009 : Le code a changé de Danièle Thompson : elle-même
- 2011 : La Proie d'Éric Valette : elle-même
- 2011 : JC... Comme Jésus Christ de Jonathan Zaccaï : elle-même
- 2012 : Stars 80 de Frédéric Forestier et Thomas Langmann : elle-même
- 2012 : Mais qui a retué Pamela Rose ? de Kad Merad et Olivier Baroux : elle-même
- 2013 : Les Gamins d’Anthony Marciano : elle-même
- 2013 : Les Profs de Pierre-François Martin-Laval : elle-même
- 2013 : La Marque des anges de Sylvain White : elle-même
- 2016 : Le Monde de Dory : elle-même
- 2018 : La Ch'tite Famille : elle-même
- 2019 : Toute ressemblance… de Michel Denisot : elle-même

### Télévision
Claire Chazal apparaît dans des téléfilms, dans son propre rôle de journaliste la plupart du temps.
- 1995 : Les Cordier, juge et flic (série télévisée) - épisode Cécile mon enfant
- 2016 : Narcos (série télévisée) : elle-même (images d'archives de 1992)
- 2018 : Le Mort de la plage, téléfilm de Claude-Michel Rome : Évelyne Leroy-Vidal
- 2024 : Fiasco (série télévisée) - épisode 4 : elle-même

### Émissions de télévision
- Février 2007 : Les Stars se dépassent pour Ela, émission présentée par Arthur (TF1) : participante au profit de l'association Ela : meneuse de revue / danseuse
- Juin 2015 : Le Divan de Marc-Olivier Fogiel (France 3)
- Qui veut gagner des millions ? (spéciale associations) (TF1) : plusieurs fois candidate

## Publications

### Livre audio
- Cher Diego, Quiela t'embrasse, Elena Poniatowska, éditions des femmes, collection « Bibliothèque des voix », 2008.

### Livre écrit
- 1993 : Balladur, biographie, Flammarion.
- 1997, L'Institutrice, roman, éditions Plon. En 2000, le journal Voici piège plusieurs éditeurs en leur adressant le manuscrit de L'Institutrice, quelque peu remanié, et sans le nom de Claire Chazal. Tous, sans exception, refusent de l'éditer, même son éditeur, Plon[35]. La même année, le roman est adapté en un téléfilm réalisé par Henri Helman, avec Claire Borotra dans le rôle principal, Georges Corraface, Matthieu Rozé, Catherine Salviat... Le téléfilm a reçu le 7 d'or du meilleur téléfilm / meilleur film de TV.
- 2001 : À quoi bon souffrir ?, roman, Plon.
- 2018 : Puisque tout passe, biographie, Grasset.

## Distinctions

### Hommages
Le groupe de musique Les Musclés, du Club Dorothée sur TF1, lui consacre la chanson Claire Chazal dans l'album La Bombe atomique en 1995.
Le groupe de musique électronique Phenomenal Club évoque son nom dans la chanson Il est vraiment phénoménal en 1997 (« Il mériterait, il mériterait, il mériterait d'être dans le journal, la la la la la (…), dans le journal… dans le journal… dans le journal de Claire Chazal ! »).

### Récompenses
- 1991 : 7 d'or du meilleur présentateur de journal télévisé[réf. nécessaire]
- 1998 : Lauréate du Prix Roland-Dorgelès
- 2003 : Lauréate du Prix Richelieu[37].
- 2009 : Trophée des femmes en or : Trophée d'honneur[réf. nécessaire]

### Décorations
Le 31 décembre 2003, Claire Chazal est « nommée au grade de chevalier » dans l'ordre national de la Légion d'honneur au titre de « directrice adjointe de l'information d'une chaîne de télévision, présentatrice d'un journal télévisé ; 24 ans d'activités professionnelles ». Elle est « faite chevalier de l'ordre » le 8 juin 2004 et « promue au grade d'officier dans l'ordre » au titre de « journaliste, présentatrice de télévision » le 13 juillet 2022.
Le 15 avril 2022, elle est nommée au grade d'officier dans l'ordre des Arts et des Lettres.

#### Ouvrages
- Marie Bernard, Claire Chazal, une passion française, Du Moment, 2014.

#### Articles
- Florent Barraco, « PPDA-Chazal : et TF1 décida de divorcer de son couple star : Épisode 2. Cet été, Le Point revient sur les indéboulonnables de la télé déboulonnés. Cette semaine, la fin de deux journalistes iconiques et glamours. », sur Le Point, 12 juillet 2020
- Patrice Gascoin, « Claire Chazal : Un moment d'exaltation et de plaisir », TV Magazine, Paris, Le Figaro,‎ 14 octobre 2018, p. 8-9.